# Carlos Lopes (economista)
Carlos Lopes (Canchungo, 1960) es un economista y docente de Guinea-Bissau especialista en investigación y desarrollo. Desde 2018 es Alto Representante de la Unión Africana para las negociaciones con Europa. Ha sido secretario general adjunto de Naciones Unidas y ha ocupando varios puestos en este organismo internacional entre ellos el de secretario ejecutivo de la Comisión Económica de las Naciones Unidas para África desde septiembre de 2012 hasta octubre de 2016.

## Biografía
Nación en Canchungo, un pueblo al noroeste de Guinea-Bisáu. Su padre fue encarcelado cuando Carlos era todavía un niño por su participación en la lucha por la independencia, que Guinea-Bisáu logró en 1973.
Estudio secundaria en el Bissau’s Kwame Nkrumah Lyceum y logró una beca para estudiar en Ginebra donde obtuvo el Máster en el Geneva Graduate Institute of International and Development Studies. Posteriormente realizó el doctorado en la Universidad de la Sorbona, en París, enfocando su investigación en África y su desarrollo. Además recibió el título como doctor honoris causa en ciencias sociales de la Universidad Cândido Mendes de Río de Janeiro, Brasil. Tiene doctorados honorarios de la Universidad Hawassa en Etiopía y de la Universidade Cândido Mendes en Río de Janeiro, Brasil.

### Trayectoria profesional
Empezó trabajar en el sector público de su país en áreas de investigación, diplomacia y planificación. 
A partir de 1988, Lopes se incorporó como economista al Programa de las Naciones Unidas para el Desarrollo (PNUD) ocupando varios puestos entre ellos el de Director Adjunto de la Oficina de Evaluación y Planificación Estratégica, el de Representante Residente en Zimbabue y en 2003 fue representante del PNUD en Brasil donde se desarrollaba el mayor programa del PNUD en el mundo en esa época. Después fue director Adjunto y más tarde Director de la Oficina de Políticas de Desarrollo con sede en Nueva York. Fue director de asuntos políticos en la oficina del Secretario General de 2005 a 2007, fue director de política de desarrollo en el Programa de las Naciones Unidas para el Desarrollo. De 2007 a 2012 fue director Ejecutivo del Instituto de las Naciones Unidas para la Formación y la Investigación en Ginebra y director del UN System Staff College en Turín. De 2012 a 2016 fue secretario ejecutivo de la Comisión Económica de las Naciones Unidas para África nombrado por el Secretario General Ban Ki-moon.
Es miembro invitado en la Oxford Martin School de la Universidad de Oxford, y profesor invitado en la Escuela Nelson Mandela de Gobernanza Pública de la Universidad de Ciudad del Cabo. 
Ha escrito más de 20 libros sobre planificación estratégica y desarrollo.

## Pensamiento
Lopes defiende la pluralidad y la diversidad de África y reivindica la transformación estructural frente al ajuste estructural que autor rechaza y cuestiona. Considera que la agricultura puede ser el principio de la transformación industrial en África. También los servicios tienen un importante crecimiento pero es necesario hacer una transformación para que sea una economía más formal. El reto es un cambio estructural, de la economía y de la sociedad africana, señala. También señala la preocupación de que China tiene interés en recursos naturales, algo que es finito. Defiende el fortalecimiento de unidad africana.
Sobre la situación actual de África recuerda que en Europa se mira el continente desde los estereotipos:  Etiopía está creciendo al 10% desde hace más de una década y los indicadores sociales progresan de una manera bastante rápida. Ruanda tiene una gran capacidad de absorber las nuevas tecnologías. Y Kenia también. Senegal, Costa de Marfil y Ghana están introduciendo políticas industriales muy activas. Mauricio o Namibia están haciendo cosas bien, y hay muy pequeños, como Cabo Verde o las Seychelles, que también funcionan. Y tenemos países que es verdad que tienen los mismos líderes desde hace muchos años, pero que están haciendo reformas increíbles, como Yibuti y Togo, que han conseguido ser los puertos más grandes de África occidental y del África oriental.

## Publicaciones
- África en transformación. Desarrollo económico en la edad de la duda. (2019) Editado por Catarata y Casa África[9]